# Orasema smithi
Orasema smithi is een vliesvleugelig insect uit de familie Eucharitidae. De wetenschappelijke naam is voor het eerst geldig gepubliceerd in 1897 door Howard.